# Maria Eufrasia della Croce
Maria Eufrasia della Croce (1597–1676) va ser una monja carmelita i artista. Va néixer com a Flavia Benedetti a Roma; va entrar a l'Orde del Carme el 1628 i va pintar moltes obres per al seu convent romà de S. Giuseppe. El seu pare era un patrici romà i ella tenia tres germans, un frare caputxí i un altre, l'abat Elpidi, secretari del cardenal Mazarin, que també col·leccionava art i era un arquitecte aficionat.

Maria va entrar al convent el 3 de maig de 1627 i es va fer monja un any després. Potser va rebre alguna formació artística de petita; la seva obra té certa semblança amb la coloració del grup d'artistes bolonyesos i tenia vincles amb la miniaturista Anna Angelica Allegrini i l'arquitecta Plautilla Bricci. Potser va ajudar a formar a Plautilla, qui va romandre amb ella durant un període sostingut; el seu germà Elpidi va encarregar a Plautilla el disseny de la seva vila.

En algun moment Maria esdevingué la priora del convent. Va pintar un retaule de la Nativitat amb l'ajuda de Plautilla per a l'església de S. Giuseppe, avui destruïda. També consta que va pintar dos retaules més a l'Església, una Mare de Déu i el Nen amb Santa Caterina i una petita Mare de Déu i el Nen amb Joan Baptista i Sant Andreu. També va pintar diversos frescos a la part claustral del convent. Va pintar una Mare de Déu del Rosari emmarcada propietat del seu germà Elpidi.
Les pintures de Maria van ser esmentades a la guia escrita per Filippo Titi. Dins del convent, les pintures murals que s'han conservat inclouen Déu Pare, una Anunciació, Maria Magdalena penitent i Crist amb la dona de Samaria al voltant de la finestra de la comunió; Maria Magdalena, la Mare de Déu i Sant Joan en un marc arquitectònic il·lusionista dissenyat per envoltar un Crucifix esculpit; i dos sants carmelitans flanquejant una creu amb símbols de la Resurrecció de Crist i la sang nutritiva de Crist banyant dues figures nues, que és semblant a les estampes devocionals contemporànies. Les pintures murals destruïdes inclouen un Últim Sopar, l'èxtasi de Santa Teresa; Crist i la dona de Samaria i un Noli me Tangere. També es conserva un llenç que representa santa Teresa protegint monges carmelites atribuït a Maria, també semblant a les imatges impresos. Per a les seves pintures murals, Maria va utilitzar oli sobre guix, una tècnica més fàcil que el veritable fresc. Les històries de la penedida Maria Magdalena i la dona de Samaria van ser significatives per a Santa Teresa, així com la imatge de la sang nutritiva de Crist.